# Glaubenskirche (Wien)

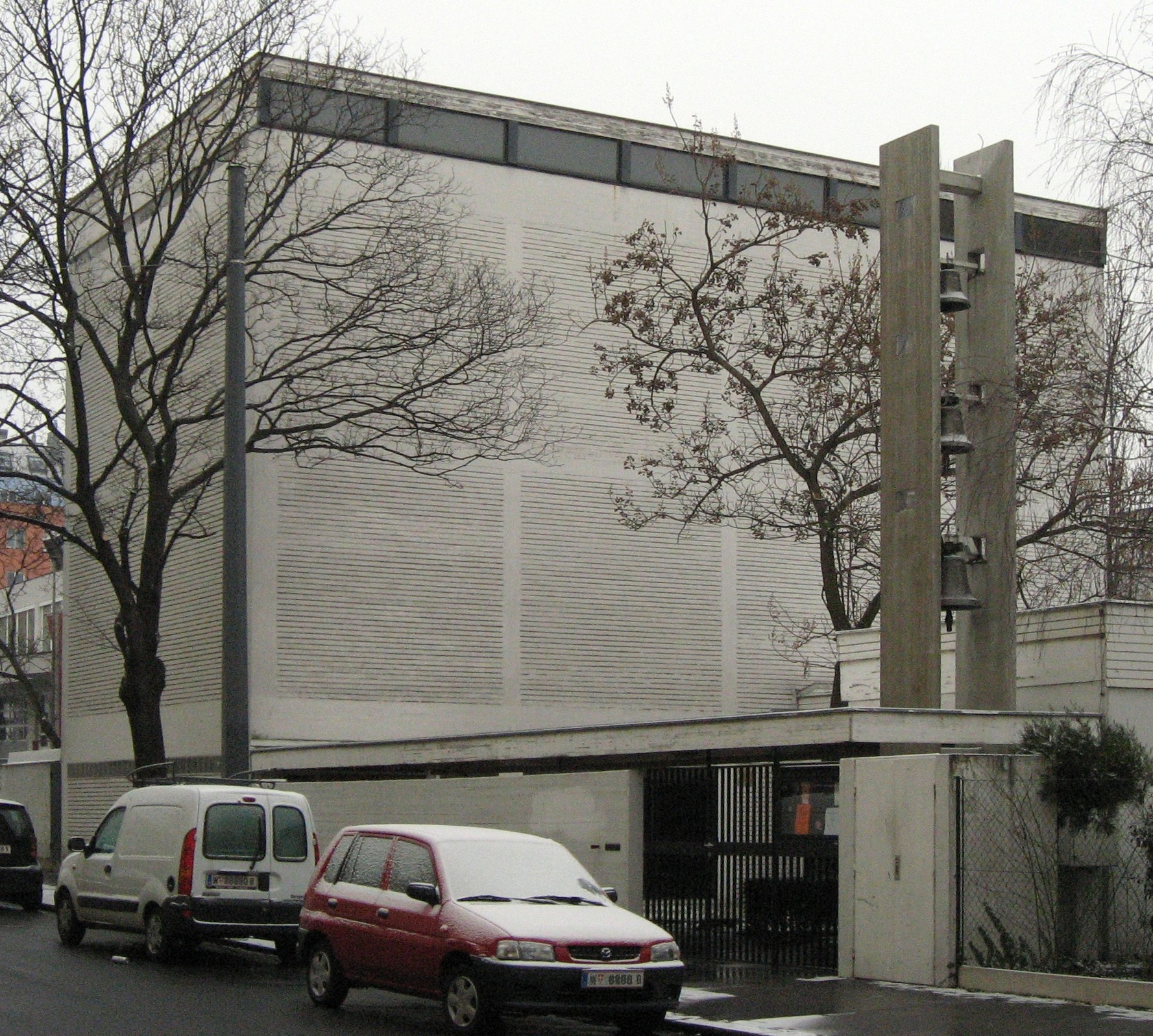
Glaubenskirche

Die Glaubenskirche ist ein evangelisch-lutherisches Kirchengebäude im 11. Wiener Gemeindebezirk Simmering und steht unter Denkmalschutz (Listeneintrag).

## Lage und Architektur

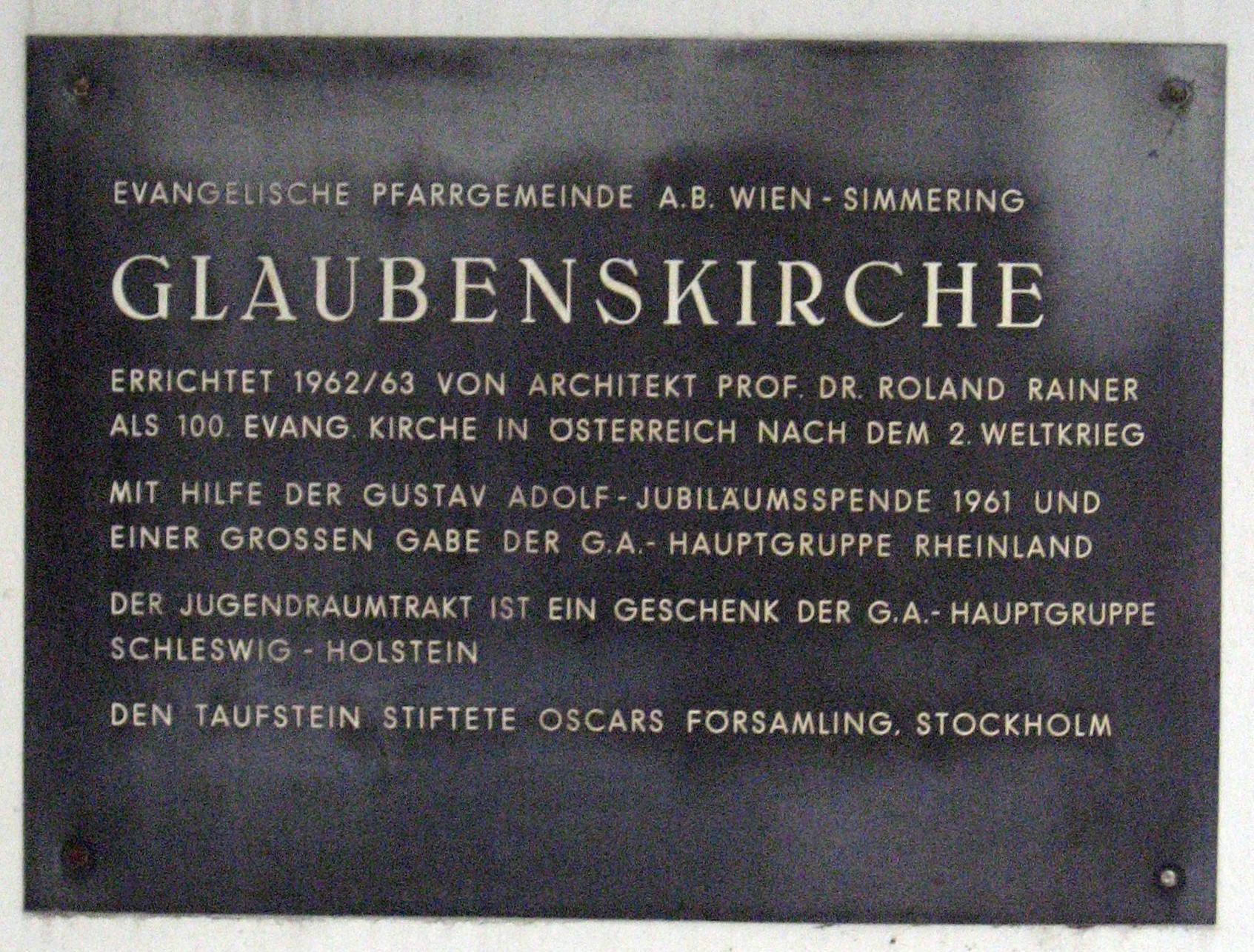
Inschrifttafel an der Glaubenskirche

Das Gebäude in der Braunhubergasse 20 im Bezirksteil Simmering ist ein Werk von Roland Rainer. Der Architekt errang mit seinem Entwurf beim Wettbewerb für eine evangelische Musterkirche im Jahr 1952, einer Ausschreibung durch den Evangelischen Oberkirchenrat, den ersten Platz. Der Entwurf diente als Grundlage für die Planung der Glaubenskirche, die von 1962 bis 1963 errichtet wurde.
Das schlicht gehaltene Bauwerk wirkt aus den Materialien Beton, Ziegel, Glas und Fichtenholz und besitzt einen Boden aus Asphalt. Oberhalb des Altars ist ein Kreuz aus Glasbausteinen in die Wand eingelassen. Durch eine niedrige Glasfront hinter dem Altar, die den Blick nach außen freigibt, wird die Raumlänge optisch erweitert wie auch Tageslicht zum Altar hin gebündelt. Der Kirchenhauptraum ist als Kubus fast so hoch wie lang. Rechts vom Altar kann nach Bedarf ein niedriger Kirchennebenraum mit Schiebewand zum Hauptraum geöffnet und genutzt werden. Beide Kirchenräume und weitere Nebenräume bilden einen Innenhof: Dort steht in einer Ecke ein acht Meter hoher einfacher Glockenturm mit den drei Glocken „Glaube“, „Liebe“ und „Hoffnung“, vorne schließt ein überdachter Gang von einem Eingang ausgehend bis zum Portal der Kirche den Innenhof zu einem Atrium. Die bauliche Abgrenzung vom städtischen Umfeld bildet damit ein geschlossenes Ganzes mit unterschiedlichen spirituellen Bereichen.
Von den fünf durch Roland Rainer geplanten und realisierten Kirchengebäuden ist die Glaubenskirche das einzige in Wien. Kirchengebäude und Gemeindezentrum stehen unter Denkmalschutz.

## Geschichte
Die in der Kirche beheimatete Pfarrgemeinde Simmering gehört zur Evangelischen Superintendentur A. B. Wien. Sie entstand 1946 als Teilgemeinde und wurde 1949 selbstständig. An Stelle der heutigen Glaubenskirche befand sich eine von 1951 bis 1952 errichtete Notkirche aus Holz gleichen Namens. Die Grundsteinlegung für die heutige Kirche fand am 29. April 1962 statt, die Einweihung durch Superintendent Georg Traar erfolgte am 29. September 1963. Von 1969 bis 1982 war der spätere Wiener Superintendent Werner Horn Pfarrer in der Glaubenskirche. Im Jahr 1972 erhielt die Kirche eine neue Orgel, die von der Firma Walcker-Mayer aus Guntramsdorf errichtet wurde. Sie verfügt über 2 Manuale und Pedal. Die Pfarrgemeinde Simmering hatte 1997–2016 mit dem aus einer Kirche, einem Kindergarten und einem Pfarrhaus bestehenden Gemeindezentrum Arche eine weitere Predigtstelle in Kaiserebersdorf. 2003 wurde der Glockenturm der Glaubenskirche saniert.